# Hàn Diên Chi
Hàn Diên Chi (giản thể: 韩延之; phồn thể: 韓延之; bính âm: Hán Yánzhī, ? - ?), tự là Hiển Tông, người Đổ Dương, Nam Dương, tướng lĩnh nhà Bắc Ngụy thời Nam Bắc triều trong lịch sử Trung Quốc.

## Cuộc đời
Ban đầu, Hàn Diên Chi làm quan nhà Đông Tấn, chức vị là Kiến uy tướng quân, Kinh Châu tòng sự, sau chuyển sang nhận chức Bình Tây phủ lục sự tham quân. Quyền thần Lưu Dụ nhà Đông Tấn muốn thảo trừ Tư Mã Hưu Chi, chưa đến Giang Lăng đã ngầm gửi thư chiêu dụ ông. Duyên Chi đáp thư, mắng ông ta thậm tệ rằng: "Lưu Dụ nhà ngươi, người trong nước còn ai không biết lòng dạ nhà người, mà định lừa dối kẻ quốc sĩ!" 
Vì cha của Lưu Dụ là Lưu Kiều, tự Hiển Tông, nên Hàn Diên Chi mới lấy tên chữ là Hiển Tông, đặt tên con là Kiều, cho thấy sẽ không bao giờ thần phục họ Lưu. Sau đó ông cùng Tư Mã Hưu Chi chạy sang đầu hàng Diêu Hưng nhà Hậu Tần.
Năm Thái Thường thứ 2 (417) nhà Bắc Ngụy, ông cùng với con trai của Hưu Chi là Văn Tư và nhiều người khác chạy sang Bắc Ngụy. Bắc Ngụy Minh Nguyên đế lấy Duyên Chi làm tướng trấn thủ Vũ Lao, ban tước Lỗ Dương hầu.

## Cái chết
Không rõ Hàn Diên Chi mất năm nào. Từ trước, Hàn Diên Chi từng đi lại Bách Cốc ổ, xem xét mộ của Lỗ Tông Chi, có ý muốn về sau mình cũng được chôn ở đấy. Ông nói với cháu nội rằng: "Vùng Hà Lạc đã có 3 triều đại định đô, triều đình ắt cũng dời về đây. Ta chết rồi, không cần vất vả an táng ở phương bắc, cứ chôn ngay tại đây." Con trai làm theo lời ấy, bèn an táng ông ngay bên cạnh mộ của Tông Chi.
Hơn 50 năm sau, Bắc Ngụy Hiếu Văn đế dời đô đến Lạc Dương (493), con cháu của ông cũng dời về sống bên cạnh mộ tổ ở phía bắc Bách Cốc ổ.